# Alfredo Pareja Diez-Canseco
Alfredo Pareja Diez-Canseco (Guayaquil, 12 de octubre de 1908 - Quito, 3 de mayo de 1993) fue un escritor, historiador, periodista y diplomático ecuatoriano. Formó parte del Grupo de Guayaquil, agrupación literaria que buscó retratar la realidad nacional y reivindicar la figura del montubio, el indígena y el afroecuatoriano. Entre sus obras más destacadas se cuentan las novelas Baldomera, El muelle y Las tres ratas, además de la biografía novelada de Eloy Alfaro titulada La hoguera bárbara.
Creció en la ciudad portuaria de Guayaquil, donde tuvo que trabajar desde adolescente debido a problemas económicos. Su primera etapa literaria estuvo marcada por la corriente del realismo social, a la que también pertenecían el resto de miembros del Grupo de Guayaquil. De entre ellos fue el primero en trasladar las tramas de sus obras de un contexto rural al urbano, con personajes acosados por la pobreza o que recurren a la delincuencia y otros que representan a la clase media de la época. De sus obras de este periodo destacan El muelle (1933), que cuenta la historia de un migrante ecuatoriano en Nueva York y su esposa, y Baldomera (1938), sobre la mujer mulata epónima que sobrevive vendiendo frituras en el Guayaquil de principios del siglo XX. Luego de publicar Las tres ratas (1944), pasó a una segunda etapa literaria en que decidió retratar la historia de Ecuador desde la Revolución Juliana de 1925 a través de una serie de novelas que recibieron en su conjunto el nombre de Los años nuevos.
Es considerado uno de los mejores y más emblemáticos renovadores de la novela Latino Americana del siglo XX y formó parte del Grupo de Guayaquil. Este autor reivindicó a capa y espada la libertad del creador para gestar su obra. El crítico estadounidense Karl H. Heise hizo las siguientes observaciones sobre su obra:

"A medida que recorramos las novelas de Pareja, veremos que son producto de una personalidad sensible, inteligente y críticamente observadora que tiende a considerar todos los fenómenos de la vida desde una perspectiva ética e histórica. La naturaleza de su carácter, sumada a la variedad y originalidad de sus experiencias han hecho que Pareja examinara continuamente sus juicios y, los modificara incluso, en determinados casos. Así, el incesante proceso de cambio que se produce en el escritor se ha reflejado en su obra, otorgándole un sentido evolutivo a su trayectoria".

## Biografía

### Juventud
Nació en Guayaquil el 12 de octubre de 1908, miembro de una familia adinerada en la que destacaba su madre, que había pertenecido a la alcurnia peruana. A corta edad su familia perdió su fortuna, lo que se agravó con la muerte de su padre, y que lo llevó a trabajar desde los 14 años como bodeguero, vendedor y cobrador en el ferrocarril. Durante su adolescencia habitaba en un departamento bajo en la calle Rocafuerte, desde la que fue testigo de la Masacre de obreros del 15 de noviembre de 1922. De acuerdo a Pareja, este hecho se convirtió en uno de los determinantes de su carrera literaria.
Realizó sus estudios primarios en la congregación jesuita San Luis Gonzaga e inició la secundaria en el Colegio Vicente Rocafuerte, pero tuvo que retirarse luego de completar el primer año por problemas económicos. Más tarde asistió como oyente de clases de leyes en la Universidad de Guayaquil y envió una carta al Senado de la República para que le permitieran dar un examen para recibir el título de bachiller y así poder graduarse como abogado, pero no obtuvo respuesta. Muchos años después, una vez que su nombre se hizo conocido en los ámbitos culturales, la Universidad de Guayaquil le otorgó un doctorado honoris causa.
Su interés por la literatura nació a corta edad por influencia de su tío, el poeta Wenceslao Pareja y Pareja. Las primeras obras literarias del joven Pareja fueron poemas de corte modernista, que empezó a escribir en 1925. Dos años después varios de ellos aparecieron en la revista Voluntad, que Pareja editaba junto a Jorge Pérez Concha y Demetrio Aguilera Malta.
Tiempo después trabajó como grumete en un barco con destino a Nueva York, donde permaneció una temporada y trabajó como mesero, contrabandista de licor y profesor de español. En 1931 regresó a Guayaquil y empezó a trabajar como comerciante de medicinas, luego como profesor de historia en el Colegio Vicente Rocafuerte. Poco después de su llegada formó junto a Aguilera Malta, Joaquín Gallegos Lara, Enrique Gil Gilbert y José de la Cuadra la agrupación literaria que pasaría a ser conocida como el Grupo de Guayaquil.
Durante estos años publicó sus primeras novelas: La casa de los locos (1929), La señorita Ecuador (1930) y Río arriba (1931). Con los años, Pareja intentaría minimizar estos libros dentro de su carrera literaria, aunque el crítico estadounidense Karl H. Heise afirma en relación con estas tres obras: "Está contenido ya el germen de lo que podría algún día tener la fuerza del roble".

### Auge literario y vida política

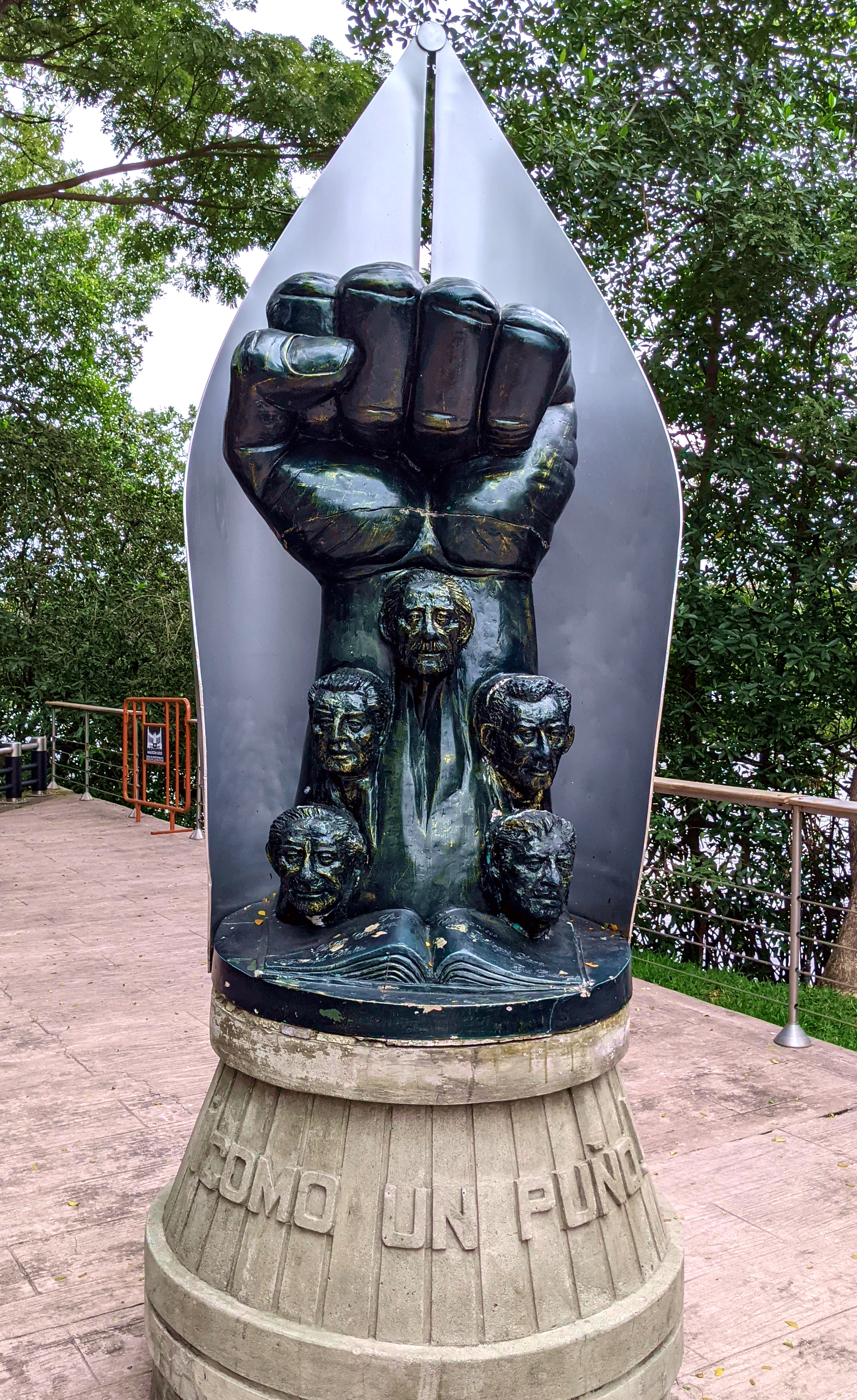
Monumento al Grupo de Guayaquil en el Malecón del Salado

Su siguiente novela fue El muelle, publicada en 1933 y en la que explora la vida de los pescadores, estibadores y demás personas relacionadas con la actividad portuaria a través del protagonista, un ecuatoriano que emigra a Nueva York y que luego debe volver a su país. La novela tuvo una muy buena recepción y recibió elogios a nivel continental, además de ubicar a Pareja en la escena literaria nacional. El escritor y crítico ecuatoriano Benjamín Carrión se refirió muy positivamente a la novela, comparando a Pareja con escritores como José Eustasio Rivera, Rómulo Gallegos y Ricardo Güiraldes.
En 1935 publicó la novela La Beldaca, de la mano de la Editorial Ercilla, obra en que narra las vivencias de un grupo de marineros en una pequeña embarcación que recorre los ríos ecuatorianos. El mismo año inició la dictadura de Federico Páez, quien poco después acusó a Pareja de tener posiciones políticas de extrema izquierda por publicar junto a Pedro Jorge Vera el semanario España Leal, en que apoyaban a los republicanos y rechazaba el régimen fascista de Francisco Franco. A causa de esto fue perseguido por el gobierno y tuvo que exiliarse en 1936 en Chile, donde trabajó para la Editorial Ercilla y permaneció durante un año.
En 1938 llegó el turno de Baldomera, considerada una de sus novelas más reconocidas y en la que sigue la vida de la protagonista del mismo nombre, una mujer aguerrida, de clase social baja y de etnia afroecuatoriana, que trabaja como vendedora ambulante y vive en el suburbio de Guayaquil. La novela relata, entre otros eventos, la Masacre de trabajadores del 15 de noviembre de 1922.
Luego de que el jefe supremo de la república, Alberto Enríquez Gallo, convocara a elecciones para la Asamblea Constituyente de 1938, fue elegido representante ante la misma como parte del bloque socialista. El 1 de diciembre del mismo año votó por Carlos Cueva Tamariz como presidente interino de la república, pero Tamariz fue derrotado por Aurelio Mosquera Narváez. El 13 de diciembre, el presidente Mosquera disolvió la Asamblea y encarceló a Pareja y a varios otros asambleístas por 34 días, en el Penal García Moreno. Durante el encierro escribió la novela Hechos y hazañas de don Balón de Baba y su amigo don Inocente Cruz, que publicó en 1939.
En años posteriores publicó varias novelas más de corte realista, entre las que destaca Las tres ratas (1944), calificada en el diario español El País como la mejor de sus novelas y que fue adaptada en la película argentina del mismo nombre. El mismo año publicó la biografía novelada La hoguera bárbara, que sigue la vida del general y expresidente ecuatoriano Eloy Alfaro.
A raíz de la publicación de La hoguera bárbara inició una prolífica etapa como escritor de libros de historia nacional. En 1946 publicó por pedido de la Secretaría de Educación de México el libro Breve historia de Ecuador, que contó con un tiraje de 100.000 ejemplares en una edición popular. A este le siguieron varias obras más en que documentó con detalle la historia de Ecuador.

### Los años nuevos
En 1956 publicó la novela La advertencia, con la que inició una nueva etapa literaria conocida como Los años nuevos en que decidió retratar la historia de Ecuador a partir de 1925 y que marcó un cambio en su discurso narrativo, más alejado del realismo social de sus obras anteriores. En La advertencia, Pareja Diezcanseco retrató los hechos alrededor de la Revolución Juliana a través de un grupo de intelectuales y trabajadores de izquierda que se reúnen en Quito alrededor de la figura de un pintor llamado Luis Salgado. La novela centra su atención en varios de los personajes del grupo, particularmente la enigmática Clara del Monte y el joven inexperto Pablo Canelos, que empieza a ver a Salgado como una figura paterna. A medida que avanza la trama, los personajes son testigos de cómo los ideales de la Revolución Juliana empiezan a deformarse a causa de rencillas personales y del regionalismo.
El segundo volumen de Los años nuevos fue El aire y los recuerdos (1959), que retoma la historia de Pablo Canelos, quien ahora vive en Guayaquil. En esta ciudad se une a un grupo de escritores e intelectuales, entre ellos los miembros del Grupo de Guayaquil, y más tarde es testigo de la Guerra de los cuatro días. En 1964 vio la luz Los poderes omnímodos, la misma que recuenta los hechos políticos en Ecuador en la década de 1930 y principios de 1940 y que incluye como personaje a José María Velasco Ibarra.
Sus dos últimas novelas fueron Las pequeñas estaturas (1970) y La Mantícora (1974), ambas con un estilo más abstracto que sus obras anteriores. Aunque Pareja Diezcanseco contó a estas dos obras dentro del ciclo de Los años nuevos, algunos críticos las ubican en un tercer periodo literario, más cercano en términos narrativos a la estética del ''boom'' latinoamericano. En Las pequeñas estaturas, Pareja cuenta una historia simbólica a través de los diálogos internos de los personajes, principalmente Redama y Ribaldo. La Mantícora, por su lado, es una obra que rompe de forma directa con el modelo clásico de la novela, al mezclar el género narrativo con el teatral para contar la historia de la criatura legendaria que da nombre al libro.
El cansancio físico que le significó el escribir estas dos últimas obras, sobre todo La Mantícora, sumado al fracaso comercial en el país de ambas, lo llevó a abandonar la narrativa y a dedicarse exclusivamente a su faceta de historiador.

### Vida posterior
Meses después del retorno a la democracia, en 1979, recibió el Premio Eugenio Espejo, máximo galardón cultural ecuatoriano, en reconocimiento a su labor como escritor e historiador. El 10 de agosto del mismo año fue designado Canciller de la República por el presidente Jaime Roldós Aguilera y ocupó el cargo hasta el 7 de julio del año siguiente, fecha en que anunció que dejaba el puesto debido al desgaste que le estaba produciendo. Seguidamente fue nombrado asesor de investigaciones históricas y, luego del fallecimiento del presidente Roldós, inició un proyecto de clasificación y catalogación de todos los documentos históricos a partir del siglo XVII que pudieran ayudar a entender las razones detrás de los problemas limítrofes que Ecuador tenía con Perú, los mismos que habían vuelto a la palestra pública luego del incidente militar entre ambos países ocurrido en enero de 1981 en la Cordillera del Cóndor.
En 1983 viajó a Estados Unidos luego de ser invitado por el Departamento de Español y Portugués de la Universidad de Austin, Texas, para impartir clases de literatura e historia de los países pertenecientes al Grupo Andino. A los pocos meses fue nombrado embajador extraordinario y plenipotenciario ante Francia y la UNESCO por el presidente Oswaldo Hurtado, por lo que se mudó a París. Ocupó el cargo hasta el final del gobierno de Hurtado, en 1984.
A principios de 1989 fue admitido como miembro de la Academia Ecuatoriana de la Lengua, donde pronunció un discurso sobre los miembros del Grupo de Guayaquil y reafirmó su posición política de centroizquierda.
Falleció en Quito, durante una consulta con el cardiólogo, el 3 de mayo de 1993, a los 84 años de edad. A su velorio acudieron, entre otras personalidades de la literatura y la política nacional, personalidades como Francisco Huerta Montalvo, Jorge Enrique Adoum y Pedro Jorge Vera, quien al tomar la palabra leyó el soneto Grupo de Guayaquil, en honor a la memoria de Pareja Diez-Canseco.

## Obras

### Novelas
- La casa de los locos (Guayaquil, 1929)
- La señorita Ecuador (Guayaquil, 1930)
- Río arriba (Guayaquil, 1931)
- El muelle (Quito, 1933)
- La Beldaca (Santiago de Chile, 1935)
- Baldomera (Santiago de Chile, 1938)
- Hechos y hazañas de don Balón de Baba y su amigo don Inocente Cruz (Buenos Aires, 1939)
- Hombres sin tiempo (Buenos Aires, 1941)
- Las tres ratas (Buenos Aires, 1944)
- La advertencia (Buenos Aires, 1956)
- El aire y los recuerdos (Buenos Aires, 1959)
- Los poderes omnímodos (Buenos Aires, 1964)
- Las pequeñas estaturas (Madrid, 1970)
- La Mantícora (Buenos Aires, 1974)

### Biografías noveladas
- La hoguera bárbara: vida de Eloy Alfaro (México, 1944)
- Vida y leyenda de Miguel de Santiago (México, 1952)

### Ensayos
- Breve historia del Ecuador (1946)
- Historia del Ecuador (1954)
- La lucha por la democracia en el Ecuador (Quito, 1956)
- Thomas Mann y el nuevo humanismo (Quito, 1956)
- El Ecuador de Eloy Alfaro (1966)
- Historia de la República del Ecuador de 1830 a 1972 (Quito, 1974)
- Las Instituciones y la Administración en la Real Audiencia de Quito (Quito, 1975)
- Ecuador: de la prehistoria a la conquista española (Quito, 1978)
- Ecuador: la República de 1830 a nuestros días (Quito, 1979)
- Ensayos de ensayos (Quito, 1981)
- Notas de un viaje a China (Quito, 1986)

### Otros
- Los gorgojos (Quito, 1954), cuento
- El entenao: cantar montubio (Guayaquil, 1991), amorfinos